# Mamood Amadu
Mamood Amadu, né le 17 novembre 1972, est un footballeur international ghanéen. Il participe aux Jeux olympiques d'été de 1992, remportant la médaille de bronze avec le Ghana.

## Biographie
Il participe aux Jeux olympiques d'été de 1992 organisés à Barcelone. Lors du tournoi olympique, il joue un match contre le Mexique (score : 1-1).

## Palmarès

### équipe du Ghana
- Jeux olympiques de 1992 :
  -  Médaille de bronze.